# Адміністративний поділ Нової Каледонії
Адміністративний поділ Нової Каледонії доволі складний як на таку маленьку країну, він є унікальним в рамках Французької Республіки, до складу якої вона входить. З 1989 року Нова Каледонія поділяється на 3 провінції, кожна з яких наділена елементами автономії. Зберігається також поділ на муніципальні утворення (комуни), а для корінного населення, що живе в умовах звичаєвого стану, існує особливий поділ на звичаєві адміністративні одиниці.

## Провінції
Нова Каледонія поділяється на 3 провінції: Північна провінція, Південна провінція та провінція Острови Луайоте. Перші дві розташовані на острові Нова Каледонія, третя — на однойменних островах. Створення провінцій мало на меті зробити перерозподіл політичних сил і повернути країну до громадянського миру після кривавого протистояння між основними громадами островів у 1984—1988 роках та встановити баланс сил. Південна провінція в основному заселена противниками незалежності Нової Каледонії, Північна провінція та Острови Луайоте — навпаки її прибічниками.
| Емблема | Провінція                                       | Площа, км² | Населення, осіб (2019, перепис) | Адміністративний центр |
| ------- | ----------------------------------------------- | ---------- | ------------------------------- | ---------------------- |
|         | Північна (фр. Province Nord)                    | 9 582      | 49 910                          | Коне (фр. Koné)        |
|         | Південна (фр. Province Sud)                     | 7 012      | 203 144                         | Нумеа (фр. Nouméa)     |
|         | Острови Луайоте (фр. Province des îles Loyauté) | 1 981      | 18 353                          | Ве (фр. Wé)            |
|         | Нова Каледонія                                  | 18 575     | 271 407                         | Нумеа                  |

Провінції є територіальними утвореннями, які керуються місцевими Зборами (асамблеями), обраними загальним голосуванням населення. Вони здійснюють свої повноваження в усіх галузях, які прямо не є прерогативою Французької держави, Нової Каледонії або муніципалітетів. До компетенції провінційних органів влади належать: початкова освіта; будівництво та утримання шкіл; дороги, порти та аеропорти провінційного значення; професійне навчання; економічний розвиток (сільське господарство, тваринництво, лісове господарство, рибальство, мисливство, туризм); медична допомога, охорона здоров'я й соціальна робота; будівництво та управління провінційних установ; спорт; культурні заходи; житловий та міський розвиток; охорона навколишнього середовища; дозволи на видобування корисних копалин.
Провінції мають дві гілки влади: законодавчі провінційні збори (асамблея) та виконавчий орган, який уособлює президент (голова) зборів. Провінційні збори обираються на п'ять років загальним прямим голосуванням виборців. Збори обирають з числа своїх членів виконавчий орган, який складається з президента та кабінету (3 віце-президенти). Голова Зборів є головою провінційної адміністрації, але контроль за дотриманням законності в провінції забезпечує Верховний комісар Нової Каледонії або його представник. Частина членів провінційних зборів, згідно із встановленим для кожної з провінцій представництвом, отримує місця в Конгресі Нової Каледонії. 32 місця відведено для Південної провінції, 15 — для Північної провінції, ще 7 — для провінції Острови Луайоте.
Бюджети провінцій формуються за рахунок збору загальних і провінційних мит та податків, доля яких не може бути меншою за 51,5 %, а також грантів від Французької держави (головним чином субсидії на будівництво в галузях охорони здоров'я та освіти) та коштів, наданих Європейським Союзом. Уряд Нової Каледонії, відповідно до встановлених норм, щороку передає провінціям гранти для операційних бюджетів та капітальних витрат. Економічні та соціальні програми, які фінансуються державою, покликані зменшити дисбаланс між розвиненою Південною провінцією, й особливо Нумеа, та двома іншими провінціями. Відповідно до досягнутих політичних угод, операційний бюджет, що формується за рахунок податкових надходжень, розподіляється у такій пропорції: 50 % надходить до Північної провінції, 32 % — до Південної й 18 % до Островів Луайоте. Південна і Північна провінції отримують по 40 % капітальних витрат кожна, а Острови Луайоте — 20 %. Таким чином, Північна провінція та провінція Острови Луайоте отримують у два-три рази більше коштів на душу населення, ніж Південна провінція.
Південна провінція займає південну половину острова Нова Каледонія, до її складу входить також сусідній острів Пен. Тут проживає понад дві третини населення архіпелагу. В складі провінції місто Нумеа — адміністративний центр Нової Каледонії. Разом із сусідніми комунами Думбеа, Мон-Доре та Паїта воно утворює агломерацію Велике Нумеа, де зосереджено майже 80 % економічної активності країни. Більшість населення провінції складають європейці, тут зосереджені й майже всі іммігранти з країн Азії та тихоокеанських островів. В той же час, у «сільських» комунах провінції основне населення становлять канаки — корінні жителі Нової Каледонії.
Північна провінція є найбільшою за площею, вона включає північну частину острова Нова Каледонія та острови Белеп. 80 % її населення становлять канаки. Гірський хребет поділяє провінцію на дві різні за природою частини. Західне узбережжя займають великі рівнини, що є зоною тваринництва. Майбутнє провінції пов'язують із розвитком розташованої тут промислової зони Во-Коне-Пуанбу. Вузька смуга східного узбережжя — це вологий район з густою рослинністю й браком сільськогосподарських земель. Регіон втрачає населення, місцеві жителі мігрують до Нумеа та Во-Коне-Пуанбу.
Провінція Острови Луайоте є найменшою за площею й чисельністю населення. Абсолютну більшість населення тут становлять канаки. Адміністративний центр провінції Ве розташований на острові Ліфу. Позбавлені корисних копалин, острови Луайоте в економічному плані відстають від основної території Нової Каледонії. 90 % земель є звичаєвими (належать канацьким кланам), місцеве населення веде переважно натуральне господарство в традиційний спосіб. Перспективною галуззю господарства є так званий етнічний туризм, гостей поселяють у племінних селах, і вони можуть побачити не лише чудові пейзажі, а й ознайомитись з унікальними елементами місцевої культури. Для провінції Острови Луайоте характерний сильний відтік населення на головний острів, переважно до Великого Нумеа.

## Комуни

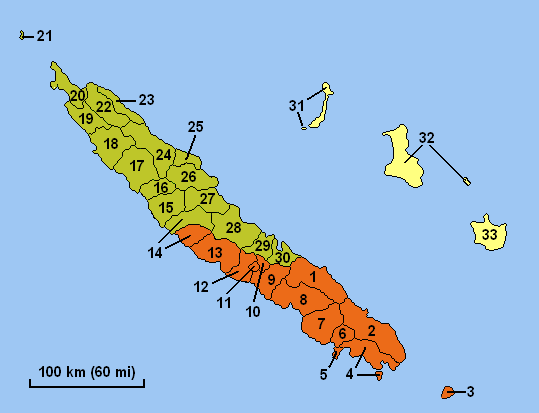
Адміністративний поділ Нової Каледонії на провінції та комуни:
Північна провінція,
Південна провінція,
провінція Острови Луайоте

Крім поділу на 3 провінції, Нова Каледонія поділяється на 33 муніципальні утворення (комуни). Географічні межі провінцій загалом збігаються з межами муніципальних утворень, за винятком комуни Поя, розділеної між Північною та Південною провінціями. 16,5 комун розташовані на території Північної провінції, 13,5 — Південної, ще 3 — на островах Луайоте.
| Комуни                          | Площа, км² | Населення, осіб (2019) | Провінція          | Число на мапі |
| ------------------------------- | ---------- | ---------------------- | ------------------ | ------------- |
| Белеп (фр. Belep)               | 69,5       | 867                    | Північна           | 21            |
| Булупарі (фр. Boulouparis)      | 865,6      | 3 315                  | Південна           | 8             |
| Бурай (фр. Bourail)             | 797,6      | 5 531                  | Південна           | 13            |
| Во (фр. Voh)                    | 804,9      | 2 856                  | Північна           | 17            |
| Думбеа (фр. Dumbéa)             | 254,6      | 35 873                 | Південна           | 6             |
| Єнген (фр. Hienghène)           | 1068,8     | 2 454                  | Північна           | 24            |
| Кала-Гомен (фр. Kaala-Gomen)    | 718,2      | 1 803                  | Північна           | 18            |
| Канала (фр. Canala)             | 438,7      | 3 701                  | Північна           | 30            |
| Коне (фр. Koné)                 | 373,6      | 8 144                  | Північна           | 16            |
| Куауа (фр. Kouaoua)             | 383,0      | 1 304                  | Північна           | 29            |
| Кумак (фр. Koumac)              | 550,0      | 3 981                  | Північна           | 19            |
| Ла-Фоа (фр. La Foa)             | 464,0      | 3 552                  | Південна           | 9             |
| Ліфу (фр. Lifou)                | 1207,1     | 9 195                  | Острови Луайоте    | 32            |
| Маре (фр. Maré)                 | 641,7      | 5 757                  | Острови Луайоте    | 33            |
| Мон-Доре (фр. Le Mont-Dore)     | 643,0      | 27 620                 | Південна           | 4             |
| Муанду (фр. Moindou)            | 321,9      | 681                    | Південна           | 12            |
| Нумеа (фр. Nouméa)              | 45,7       | 94 285                 | Південна           | 5             |
| Острів Пен (фр. l’Île-des-Pins) | 152,3      | 2 037                  | Південна           | 3             |
| Паїта (фр. Païta)               | 699,7      | 24 563                 | Південна           | 7             |
| Понерігуан (фр. Ponérihouen)    | 707,3      | 2 420                  | Північна           | 27            |
| Поя (фр. Poya)                  | 845,8      | 2 802                  | Північна, Південна | 14            |
| Пуебо (фр. Pouébo)              | 202,8      | 2 144                  | Північна           | 23            |
| Пуанбу (фр. Pouembout)          | 674,3      | 2 752                  | Північна           | 15            |
| Пуендіміе (фр. Poindimié)       | 673,1      | 5 006                  | Північна           | 26            |
| Пум (фр. Poum)                  | 469,4      | 1 435                  | Північна           | 20            |
| Саррамеа (фр. Sarraméa)         | 106,4      | 572                    | Південна           | 10            |
| Тіо (фр. Thio)                  | 997,6      | 2 524                  | Південна           | 1             |
| Тухо (фр. Touho)                | 283,0      | 2 380                  | Північна           | 25            |
| Увеа (фр. Ouvéa)                | 132,1      | 3 401                  | Острови Луайоте    | 31            |
| Уегоа (фр. Ouégoa)              | 656,8      | 2 118                  | Північна           | 22            |
| Фаріно (фр. Farino)             | 48,0       | 712                    | Південна           | 11            |
| Хуаїлу (фр. Houaïlou)           | 940,6      | 3 955                  | Північна           | 28            |
| Яте (фр. Yaté)                  | 1338,4     | 1 667                  | Південна           | 2             |

До 1969 року Нумеа було єдиною повнофункціональною комуною Нової Каледонії. Сучасний поділ на комуни був запроваджений 1989 року. Комуни Нової Каледонії дотримуються загального для Франції кодексу норм та правил, встановлених для органів місцевої влади. Вони стосуються складу цих органів, порядку обрання та функціювання муніципальних рад. Особливістю є те, що органи місцевої влади Нової Каледонії не залежать від системи державного міжмуніципального співробітництва. Дії муніципальних органів влади підлягають контролю постфактум, що є результатом впровадження заходів з децентралізації, передбачених відповідним Законом від 29 грудня 1990 року. Кожна з комун має виборного мера (голову) і муніципальну раду.

## Звичаєвий адміністративний поділ
Канацьке суспільство структуроване за власною традиційною (звичаєвою) організацією, основою якої є клан. Клани об'єднуються в племена (фр. Tribu), чиє «законне» існування було підтверджене ще 1867 року. Початково «племена» були створені колоніальною адміністрацією з метою організації контролю над тубільним населенням. Для кожного «племені» виділяли частину його колишньої території, на якій створювалась резервація. Термін «плем'я» застосовувався як до групи людей, що жила на території резервації, так і до самої території.
Населення племен живе в рамках звичаєвого правового статусу, на нього не поширюється загальне цивільне право. Матіньонська 1988 року та Нумейська 1998 року угоди визнали важливу роль, яку відіграє для канаків звичаєва організація. Були проведені заходи для формалізації звичаєвих норм та інституцій. В рамках цих заходів був створений альтернативний звичаєвий адміністративний поділ Нової Каледонії. Нижчою ланкою цього поділу стало плем'я. Племена об'єднуються в звичаєві округи (фр. District Coutumier), а ті, в свою чергу, — в звичаєві області (фр. Aire Coutumière). Звичаєвий адміністративний поділ офіційно був запроваджений 1999 року. Він не відповідає поділу Нової Каледонії на провінції. 2019 року налічувалось 341 плем'я, 61 звичаєвий округ і 8 звичаєвих областей. 5 звичаєвих областей розташовані на острові Нова Каледонія, решта — на островах Луайоте.
| Звичаєві області                  | Кількість округів | Кількість племен | Населення племен (2019) | Канацькі мови | Мапа |
| --------------------------------- | ----------------- | ---------------- | ----------------------- | --- | ---- |
| Готмавап (фр. Hoot ma Waap)       | 14                | 90               | 11 160                  | авеке (фр. Haveke), аеке (фр. Haeke), боату (фр. Bwatoo), дьяо (фр. Jawe), немі (фр. Nemi), ніксумвак (фр. Nixumwak), ньєлаю (фр. Nyêlayu), піже (фр. Pije), поай (фр. Fwâi), поамей (фр. Pwaamei), поапоа (фр. Pwapwâ), чаач (фр. Caac), юанга (фр. Yuanga) |      |
| Пайчи-Чамукі (фр. Paici-Camuki)   | 8                 | 55               | 11 449                  | пайчи (фр. Paicî), чемуї (фр. Cèmuhî) |      |
| Ажие-Аро (фр. Ajië-Aro)           | 8                 | 47               | 5 425                   | ажие (фр. Ajië), арга (фр. Arhâ), арго (фр. Arhö), зіре (фр. Sîshëë), неку (фр. Neku), орове (фр. 'Ôrôê) |      |
| Харачуу (фр. Xaracuu)             | 6                 | 43               | 7 284                   | амеа (фр. Hamea), тірі (фр. Tîrî), харагуре (фр. Xârâgurè), харачуу (фр. Xârâcùù) |      |
| Джубеа-Капуме (фр. Djubéa-Kaponé) | 8                 | 19               | 6 673                   | друбеа (фр. Drubea), квеньї (фр. Kwényïï), нумее (фр. Numèè), тайо (фр. Tayo) |      |
| Яї (фр. Iaai)                     | 5                 | 20               | 3 397                   | фагаувеа (фр. Faga Uvéa), яї (фр. Iaii) |      |
| Дрегу (фр. Drehu)                 | 3                 | 37               | 9 175                   | дрегу (фр. Drehu) |      |
| Ненгоне (фр. Nengone)             | 8                 | 30               | 5 753                   | ненгоне (фр. Nengoné) |      |

Межі звичаєвих округів в основному відповідають територіям колишніх «великих вождівств», ще одного продукту колоніальної доби, створеного 1898 року. Переважна більшість округів має не менше 500 жителів. Найбільшими є Ветр (фр. Wetr, 3880 жителів, острів Ліфу), Канала (фр. Canala, 3450 жителів, Північна провінція) та Лоесі (фр. Loëssi, 3350 жителів, острів Ліфу).
Звичаєвий адміністративний поділ стосується звичаєвих земель (території племен) та населення, що живе в умовах звичаєвого цивільного стану. Існують представницькі й виконавчі звичаєві органи влади на рівні області, округу, племені та клану (роду).